# Ana Agustina de Alencáster y Noroña
Ana Agustina de Alencáster y Noroña (Madrid, 24 de setembre de 1660-31 d'agost de 1745), de nom religiós Ana Agustina de Santa Teresa, va ser una noble i religiosa espanyola.
Nascuda a Madrid, el 24 de setembre de 1660. Filla d'Agustín de Alencáster i de Juana de Noroña, ducs d'Abrantes. Hom afirma que des de la infància va tenir inclinacions religioses, raó per la qual va rebre l'hàbit agustí als deu anys i entrà com a novícia a la comunitat del Reial Monestir de l'Encarnació de Madrid, on es va formar.
Ja professa, va servir com a refetorera, infermera, robera i provisora. Amb 27 anys se li va atorgar la presidència del cor del convent i al cap de dos era superiora. L'any 1699 fou elegida priora, un càrrec que va ocupar durant 47 anys, fins a la seva mort, amb encert i mantenint sempre una vida austera. Durant el seu mandat, destaca l'episodi de 1706, quan va protegir la resta de monges del convent davant les tropes austríaques durant l'ocupació de Madrid a la Guerra de Successió.
Al llarg de la seva vida va ser exemple de virtuts, va auxiliar pobres i va fer diverses obres de caritat i religioses. Va col·laborar en la reconstrucció de San Felipe el Real, església arrasada per un incendi, a la qual va posar més de cent doblons, comptant també amb l'ajut del seu pare, que va posar 6.000 ducats i pagà una custòdia de 30.000 rals de valor.
Va morir el 31 d'agost de 1745, amb 85 anys.